# Mark Essex

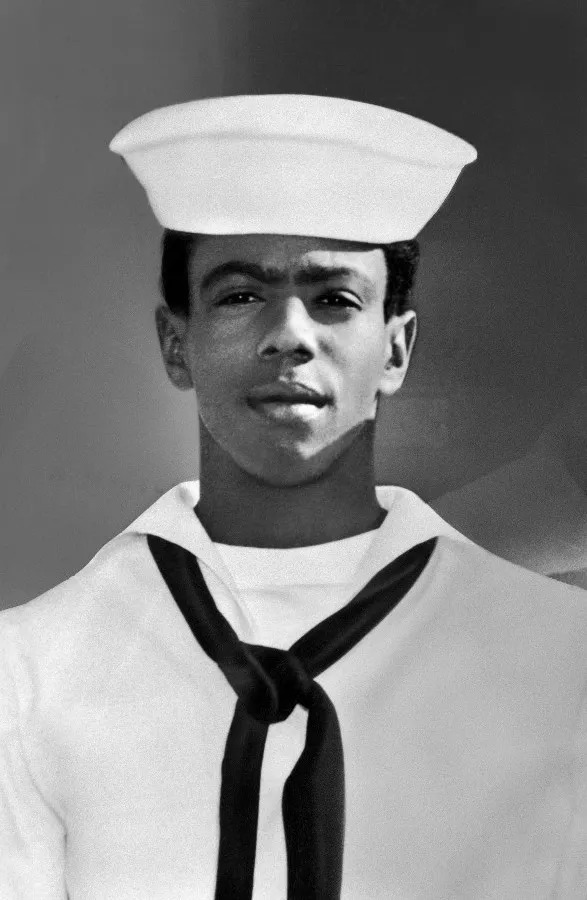
Mark Essex, fotografiado mientras estaba en la Marina de los Estados Unidos - julio de 1969

Mark James Robert Essex (12 de agosto de 1949 - 7 de enero de 1973) fue un tirador estadounidense y nacionalista negro que mató a un total de nueve personas, incluidos cinco policías, e hirió a otras doce. en dos ataques separados en Nueva Orleans el 31 de diciembre de 1972 y el 7 de enero de 1973. Essex fue abatido por la policía en el segundo enfrentamiento armado.
Essex era un exmiembro de una rama de las Panteras Negras con sede en Nueva York {cr} . Se cree firmemente que buscó específicamente matar a personas blancas y policías debido al racismo que había experimentado anteriormente mientras estaba alistado en la Marina estadounidense. Se cree que sus opiniones cada vez más extremistas contra la policía se solidificaron tras un violento enfrentamiento en noviembre de 1972 entre agentes de policía de Baton Rouge y manifestantes estudiantiles por los derechos civiles, durante el cual dos jóvenes manifestantes negros fueron asesinados a tiros.

## Ataque
La Nochevieja de 1972 Essex mató a dos policías de Nueva Orleans. El 7 de enero de 1973 Essex lleva a cabo un segundo tiroteo en el hotel Howard Johnson en pleno centro de la ciudad. Asesinó a varios huéspedes y provocó un incendio. El asesino se atrincheró en la azotea del hotel desde donde continuó disparando. Se desplegó un operativo de cientos de agentes e incluso un helicóptero Boeing Vertol CH-46 Sea Knight del Cuerpo de Marines de los Estados Unidos acudió al hotel. Essex murió tras ser alcanzado por bengalas y disparos de la policía.